# Phascolosoma arcuatum
Phascolosoma arcuatum är en stjärnmaskart som först beskrevs av Gray 1828.  Phascolosoma arcuatum ingår i släktet Phascolosoma och familjen Phascolosomatidae. Inga underarter finns listade i Catalogue of Life.